# Throw it to the Universe
Throw it to the Universe är ett studioalbum av The Soundtrack of Our Lives som släpptes den 18 april 2012 av Parlophone. Detta är det sista albumet bandet släppte innan det löstes upp.

## Låtlista
| Nr           | Titel                                         | Kompositör                                  | Längd |
| ------------ | --------------------------------------------- | ------------------------------------------- | ----- |
| 1.           | Throw It to the Universe                      | Ebbot Lundberg                              | 3:44  |
| 2.           | You Are the Beginning                         | Mattias Bärjed / Ebbot Lundberg             | 5:03  |
| 3.           | When We Fall                                  | Ebbot Lundberg / Ian Person                 | 4:11  |
| 4.           | Where's the Rock?                             | Ebbot Lundberg / Ian Person                 | 2:52  |
| 5.           | Freeride                                      | Mattias Bärjed / Ebbot Lundberg             | 2:44  |
| 6.           | Waiting for the Lawnmowers                    | Mattias Bärjed / Ebbot Lundberg             | 1:29  |
| 7.           | Faster Than the Speed of Light                | Ebbot Lundberg / Ian Person                 | 3:45  |
| 8.           | Reality Show                                  | Kalle Gustafsson Jerneholm / Ebbot Lundberg | 3:12  |
| 9.           | Busy Land                                     | Ebbot Lundberg / Björn Olsson               | 2:31  |
| 10.          | If Nothing Lasts Forever                      | Ebbot Lundberg / Ian Person                 | 4:17  |
| 11.          | Solar Circus                                  | Ebbot Lundberg / Ian Person                 | 3:59  |
| 12.          | What's Your Story?                            | Ebbot Lundberg / Ian Person                 | 3:59  |
| 13.          | Shine On (There's Another Day After Tomorrow) | Ebbot Lundberg / Björn Olsson               | 4:42  |
| Total längd: | Total längd:                                  | Total längd:                                | 46:28 |